# Jimmy Janssens
Jimmy Janssens (Herentals, 30 mei 1989) is een Belgisch wielrenner die anno 2021 rijdt voor Alpecin-Fenix. In 2021 werd hij in de Ronde van Italië de oudste debutant in een Grote Ronde.

## Carrière
In 2017 behaalde Janssens zijn eerste UCI-zege toen hij de eerste etappe van de Ronde van Savoie op zijn naam schreef. In die etappe, met aankomst bergop, bleef hij zijn landgenoot Bjorg Lambrecht 21 seconden voor. De leiderstrui die hij daaraan overhield raakte hij twee dagen later kwijt aan Stephan Rabitsch.

## Overwinningen
2007
3e etappe b Vuelta Valladolid
Eindklassement Vuelta Valladolid
2010
Grand Prix Marc Angel
2011
3e etappe Ronde van Navarra
2012
Grote Prijs Marc Uyttendaele
Grand Prix de la Magne
2014
Grote Prijs Gar Vanhoonacker
2015
Grote Prijs van Eizer
3e etappe Ronde van Luik
2016
Bergklassement Flèche du Sud
Bergklassement Ronde de l'Oise
Bergklassement Ster ZLM Toer
2017
1e etappe Ronde van Savoie
5e etappe Ronde van Luik
Eindklassement Ronde van Luik
2018
Bergklassement Ronde van Taiwan
4e etappe Flèche du Sud
1e etappe Triptyque Ardennais
Eindklassement Triptyque Ardennais
3e etappe Kreiz Breizh Elites
2024
Bergklassement Ronde van Wallonië

## Resultaten in voornaamste wedstrijden
| Jaar | Ronde van Italië | Ronde van Frankrijk | Ronde van Spanje |
| ---- | ---------------- | ------------------- | ---------------- |
| 2019 |                  |                     |                  |
| 2020 |                  |                     |                  |
| 2021 | 65e              |                     |                  |
| 2022 |                  |                     | 107e             |
| 2023 |                  |                     | 112e             |
| 2024 | 84e              |                     |                  |
| 2025 | 118e             |                     |                  |

| Jaar | Gent-Wevelgem | Amstel Gold Race | Luik-Bast.‑Luik | Ronde van Lombardije | Waalse Pijl | Clásica San Sebastián |
| ---- | ------------- | ---------------- | --------------- | -------------------- | ----------- | --------------------- |
| 2019 | opgave        | 86e              |                 |                      |             |                       |
| 2020 |               |                  |                 | 39e                  | 59e         |                       |
| 2021 |               | 66e              | 88e             | opgave               | 87e         |                       |
| 2022 |               |                  | opgave          | opgave               | 110e        |                       |
| 2023 |               | opgave           |                 | 89e                  | opgave      | opgave                |
| 2024 |               |                  |                 |                      |             | 56e                   |
| 2025 |               |                  |                 |                      |             | opgave                |

## Ploegen
- 2007 –  Dgm Voselaar
- 2008 –  Davo
- 2010 –  Bianchi-Lotto-Nieuwe Hoop Tielen
- 2010 –  Palmans-Cras (stagiair vanaf 1 augustus)
- 2011 –  Omega Pharma-Lotto-Davo
- 2012 –  Lotto Belisol U23
- 2013 –  Team 3M
- 2014 –  Team 3M
- 2015 –  Team 3M
- 2016 –  Team 3M
- 2017 –  Cibel-Cebon
- 2018 –  Cibel-Cebon
- 2019 –  Corendon-Circus
- 2020 –  Alpecin-Fenix
- 2021 –  Alpecin-Fenix
- 2022 –  Alpecin-Fenix
- 2023 –  Alpecin-Deceuninck
- 2024 –  Alpecin-Deceuninck
- 2025 –  Alpecin-Deceuninck

Borremans · Coupé · De Gans · François · Goris · Huys · Juodvalkis · Kruopis · Mortelmans · Omloop · Vanbecelaere · Vangheel · Zen · Janssens (stagiair) · Van Dyck (stagiair)
Bernatonis · De Gans · Goovaerts · Heytens · Janssens · Pieters · Ratcliff · Rigaux · Schuermans · Segers · Stevens · Terpstra · Vangheel · Vanhaecke · Verkinderen · Vingerling · Wippert · De Vos (stagiair) · Van Zummeren (stagiair)
De Vos · de Man · Devriendt · Druyts · Franckaert · Janssens · Juodvalkis · Pot · Schuermans · Segers · Sleurs · Stevens · Van Hoovels · M.van Zijl · D.van Zijl · Van Zummeren · Vandenbogaerde · Vanspeybroeck · Vermeulen · Vingerling · Gough (stagiair)
Bouvry · Cobbaert · Coenen · Cools · De Bock · De Paepe · Dieleman · Jans · Janssens · Marchand · Raymackers · J. Reynaerts · W. Reynaerts · Ruyters · Stevens · Teugels
Cortjens · De Bondt · Dekker · del Carmen Alvarado · Devolder · Eibl · Fagerhaug · Hansen · Jans · Janssens · Meeusen · Meisen · Merlier · Rickaert · Rouiller · Stallaert · Tulett · Turner · D. van der Poel · M. van der Poel · Vandeputte · van Trijp · Vergaerde · Vermeersch · Walsleben · Benoist (stagiair) · Clé (stagiair)
Anderson · Bayer · De Bondt · del Carmen Alvarado · De Tier · De Vreese · Dillier · Eibl · Jans · Janssens · Krieger · Leysen · Meisen · Merlier · Meurisse · Modolo · Philipsen · Pieterse · Planckaert · Richardson · Rickaert · Riesebeek · Sbaragli · Sweeck · Taminiaux · Thwaites · Tulett · Vakoč · D. van der Poel · M. van der Poel · Vergaerde · Vermeersch · Vervaeke · Vine · Walsleben
Anderson · Ballerstedt · Bax · Bayer · De Bondt · De Tier · Dillier · Gaze · Gogl · Janssens · Krieger · Leysen · Mareczko · Merlier · Meurisse · Oldani · Philipsen · Planckaert · Rickaert · Riesebeek · Sbaragli · Stannard · Taminiaux · Thwaites · Van Den Bossche · D. van der Poel · M. van der Poel · Van Keirsbulck · Vermeersch · Vermote · Vine
Ballerstedt · Bayer · Conci · De Bondt · Dillier · Gaze · Ghys · Gogl · Groves · Hermans · Janssens · Kragh Andersen · Krieger · Leysen · Mareczko · Meurisse · Oldani · Osborne · Philipsen · Planckaert · Plowright · Rickaert · Riesebeek · Sbaragli · Sinkeldam · Stannard · Taminiaux · Van Den Bossche · van der Poel  · Vermeersch
Ballerstedt · Bayer · Boven · Conci · Dillier · Gaze · Ghys · Gogl · Groves · Hermans · Hollmann · Janssens · Kielich · Kragh Andersen · Laurance · Leysen · Meurisse · Osborne · Philipsen · Planckaert · Plowright · Rickaert · Riesebeek · Sinkeldam · Uhlig · Van Den Bossche · van der Poel  · Van Tricht · Vergallito · Vermeersch
Bayer · Boven · Debruyne · Dehairs · Del Grosso · Dillier · Gaze · Ghys · Glivar · Gogl · Groves · Hermans · Hollmann · Janssens · Kielich · Meurisse · Philipsen · Planckaert · Plowright · Price-Pejtersen · Rickaert · Riesebeek · Uhlig · Van Den Bossche · van der Poel · Van Tricht · Vergallito · Vermeersch